# دیوید گریفین (بازیکن بسکتبال)
دیوید گریفین (انگلیسی: David Griffin؛ زادهٔ ۱۶ نوامبر ۱۹۷۳) بازیکن بسکتبال اهل ایالات متحده آمریکا است.